# Katarina Beskow
Katarina Beskow (Beeskow) Froeken (1867-1939) fou una jugadora d'escacs sueca. Fou subcampiona mundial el 1927, quan tenia 60 anys.

## Resultats destacats en competició
Va participar quatre cops en la competició pel Campionat del món femení d'escacs. Fou segona, rere Vera Menchik, a Londres 1927 (amb una puntuació de 9/11), 4a a Hamburg 1930, 4a a Praga 1931, i 23a (quan ja tenia 70 anys) a Estocolm 1937.